# Matang Jurong
Matang Jurong is een bestuurslaag in het regentschap Aceh Utara van de provincie Atjeh, Indonesië. Matang Jurong telt 287 inwoners (volkstelling 2010).